# Vern Fleming
Vernon "Vern" Fleming (Nueva York, Nueva York; 4 de febrero de 1962) es un exjugador de baloncesto estadounidense que disputó doce temporadas en la NBA, además de jugar una más en la Liga Francesa. Con 1,98 metros de estatura, jugaba en la posición de base.

## Trayectoria deportiva

### Universidad
Tras haber sido elegido para disputar el prestigioso McDonald's All American Team en 1980, jugó durante cuatro temporadas con los Bulldogs de la Universidad de Georgia, en las que promedió 14,2 puntos, 3,8 rebotes y 3,2 asistencias por partido. En 1983 alcanzaron la Final Four de la División I de la NCAA, cayendo en semifinales ante North Carolina State por 67-60, en un flojo partido de Fleming, que sólo anotó 7 de los 17 lanzamientos a canasta que intentó.

### Selección nacional
Fue convocado en 1984 con la selección de Estados Unidos para disputar los Juegos Olímpicos de Los Ángeles, donde conseguirían la medalla de oro, tras ganar a la selección española en la final, en un partido en el que Fleming anotó 9 puntos y cogió 2 rebotes.

### Profesional
Fue elegido en la decimoctava posición del Draft de la NBA de 1984 por Indiana Pacers, con los que jugó 10 de sus 11 temporadas en la NBA. Se hizo rápidamente con el puesto de titular en su primera temporada, en la que sorprendió con unos porcentajes de 14,1 puntos, 4,0 rebotes y 3,1 asistencias por partido, cifras que en cuelquier otra temporada le hubieran dado un puesto en el mejor quinteto de rookies, pero tuvo la mala suerte de coincidir con gente de su quinta como Charles Barkley, Sam Bowie, Michael Jordan, Hakeem Olajuwon o Sam Perkins que le cerraron las puertas al galardón.
Durante 7 temporadas se mantuvo como titular, promediando en todas ellas más de 12 puntos por partido. Fue en la temporada 1991-92 cuando se vio pro primera vez relegado al banquillo, con la llegada al equipo de Micheal Williams primero, y años más tarde de Mark Jackson. Al término de la temporada 1994-95 los Pacers renunciaron a sus derechos, firmando al año siguiente como agente libre por los New Jersey Nets, donde ya con 33 años jugó su última temporada en la NBA, en la que promedió 7,7 puntos y 3,3 asistencias por partido.
Antes de retirarse definitivamente, jugó una temporada más en el CSP Limoges de la Liga Francesa, en la que promedió 10,6 puntos y 6,3 asistencias.

## Estadísticas de su carrera en la NBA

### Temporada regular
| Temp.   | Edad | Equipo   | Liga | P   | TIT | MIN  | TC  | TCA  | %TC  | 3P  | 3PA | %3P  | TL  | TLA | %TL  | R.OF. | R.DEF. | REB | ASIS | ROB | TAP | PER | FP  | PTS  |
| 1984-85 | 22   | Indiana  | NBA  | 80  | 65  | 31.1 | 5.4 | 11.5 | .470 | 0.0 | 0.1 | .000 | 3.3 | 4.2 | .767 | 1.9   | 2.2    | 4.0 | 3.1  | 1.2 | 0.1 | 2.5 | 2.9 | 14.1 |
| 1985-86 | 23   | Indiana  | NBA  | 80  | 77  | 35.9 | 5.5 | 10.8 | .506 | 0.0 | 0.1 | .167 | 3.3 | 4.4 | .745 | 1.3   | 3.6    | 4.8 | 6.3  | 1.6 | 0.1 | 2.6 | 2.9 | 14.2 |
| 1986-87 | 24   | Indiana  | NBA  | 82  | 82  | 31.1 | 4.5 | 8.9  | .509 | 0.0 | 0.1 | .200 | 2.9 | 3.7 | .788 | 1.3   | 2.7    | 4.1 | 5.8  | 1.3 | 0.2 | 2.0 | 2.7 | 12.0 |
| 1987-88 | 25   | Indiana  | NBA  | 80  | 80  | 34.2 | 5.5 | 10.6 | .523 | 0.0 | 0.2 | .000 | 2.8 | 3.5 | .802 | 1.3   | 3.2    | 4.6 | 7.1  | 1.4 | 0.1 | 2.2 | 2.8 | 13.9 |
| 1988-89 | 26   | Indiana  | NBA  | 76  | 69  | 33.6 | 5.5 | 10.7 | .515 | 0.0 | 0.3 | .130 | 3.2 | 4.0 | .799 | 1.1   | 3.0    | 4.1 | 6.5  | 1.0 | 0.2 | 2.5 | 2.8 | 14.3 |
| 1989-90 | 27   | Indiana  | NBA  | 82  | 82  | 35.1 | 5.7 | 11.2 | .508 | 0.1 | 0.4 | .353 | 2.8 | 3.6 | .782 | 1.4   | 2.5    | 3.9 | 7.4  | 1.1 | 0.1 | 2.5 | 2.6 | 14.3 |
| 1990-91 | 28   | Indiana  | NBA  | 69  | 45  | 28.0 | 5.2 | 9.7  | .531 | 0.1 | 0.3 | .222 | 2.3 | 3.2 | .729 | 1.2   | 1.9    | 3.1 | 5.3  | 1.1 | 0.2 | 2.0 | 1.7 | 12.7 |
| 1991-92 | 29   | Indiana  | NBA  | 82  | 6   | 21.2 | 3.6 | 7.4  | .482 | 0.1 | 0.3 | .222 | 1.6 | 2.2 | .737 | 0.8   | 1.7    | 2.5 | 3.2  | 0.7 | 0.1 | 1.7 | 1.6 | 8.9  |
| 1992-93 | 30   | Indiana  | NBA  | 75  | 8   | 20.0 | 3.7 | 7.4  | .505 | 0.1 | 0.5 | .194 | 1.9 | 2.6 | .726 | 0.8   | 1.4    | 2.3 | 3.0  | 0.8 | 0.1 | 1.6 | 1.7 | 9.5  |
| 1993-94 | 31   | Indiana  | NBA  | 55  | 5   | 19.1 | 2.7 | 5.8  | .462 | 0.0 | 0.1 | .000 | 1.2 | 1.6 | .736 | 0.5   | 1.7    | 2.2 | 3.1  | 0.7 | 0.1 | 1.6 | 1.8 | 6.5  |
| 1994-95 | 32   | Indiana  | NBA  | 55  | 1   | 12.5 | 1.7 | 3.4  | .495 | 0.0 | 0.1 | .000 | 1.2 | 1.6 | .722 | 0.4   | 1.2    | 1.6 | 2.0  | 0.5 | 0.0 | 0.8 | 1.5 | 4.6  |
| 1995-96 | 33   | N.Jersey | NBA  | 77  | 3   | 22.7 | 2.9 | 6.8  | .433 | 0.0 | 0.4 | .107 | 1.7 | 2.3 | .751 | 0.6   | 1.6    | 2.2 | 3.3  | 0.5 | 0.1 | 1.6 | 1.5 | 7.7  |
| Total   |      |          | NBA  | 893 | 523 | 27.7 | 4.4 | 8.9  | .498 | 0.0 | 0.2 | .181 | 2.4 | 3.2 | .764 | 1.1   | 2.3    | 3.4 | 4.8  | 1.0 | 0.1 | 2.0 | 2.2 | 11.3 |

### Playoffs
| Temp.   | Edad | Equipo  | Liga | P  | MIN | TCA | TC  | 3PA | 3P | TLA | TL | R.OF. | REB | ASIS | ROB | TAP | PER | FP | PTS | %TC  | %3P  | %FT   | MIN  | PTS  | REB | AST |
| 1986-87 | 24   | Indiana | NBA  | 4  | 141 | 13  | 36  | 0   | 1  | 23  | 30 | 9     | 26  | 24   | 4   | 1   | 10  | 15 | 49  | .361 | .000 | .767  | 35.3 | 12.3 | 6.5 | 6.0 |
| 1989-90 | 27   | Indiana | NBA  | 3  | 113 | 16  | 34  | 0   | 2  | 8   | 9  | 4     | 13  | 18   | 2   | 1   | 8   | 6  | 40  | .471 | .000 | .889  | 37.7 | 13.3 | 4.3 | 6.0 |
| 1990-91 | 28   | Indiana | NBA  | 5  | 115 | 18  | 40  | 0   | 1  | 11  | 14 | 10    | 17  | 23   | 1   | 3   | 8   | 10 | 47  | .450 | .000 | .786  | 23.0 | 9.4  | 3.4 | 4.6 |
| 1991-92 | 29   | Indiana | NBA  | 3  | 51  | 10  | 18  | 0   | 0  | 1   | 3  | 0     | 2   | 6    | 3   | 0   | 4   | 5  | 21  | .556 |      | .333  | 17.0 | 7.0  | 0.7 | 2.0 |
| 1992-93 | 30   | Indiana | NBA  | 3  | 80  | 12  | 27  | 2   | 4  | 4   | 4  | 1     | 5   | 3    | 2   | 1   | 5   | 6  | 30  | .444 | .500 | 1.000 | 26.7 | 10.0 | 1.7 | 1.0 |
| 1993-94 | 31   | Indiana | NBA  | 16 | 247 | 39  | 76  | 0   | 5  | 17  | 20 | 12    | 21  | 38   | 10  | 1   | 22  | 27 | 95  | .513 | .000 | .850  | 15.4 | 5.9  | 1.3 | 2.4 |
| 1994-95 | 32   | Indiana | NBA  | 3  | 8   | 1   | 3   | 0   | 1  | 0   | 3  | 1     | 2   | 2    | 0   | 0   | 0   | 0  | 2   | .333 | .000 | .000  | 2.7  | 0.7  | 0.7 | 0.7 |
| Total   |      |         | NBA  | 37 | 755 | 109 | 234 | 2   | 14 | 64  | 83 | 37    | 86  | 114  | 22  | 7   | 57  | 69 | 284 | .466 | .143 | .771  | 20.4 | 7.7  | 2.3 | 3.1 |